# Gymnothorax pindae
Gymnothorax pindae es una especie de pez de la familia de los morénidas en el orden de los Anguilliformes.

## Morfología
Los machos pueden llegar a alcanzar los 39 cm de longitud total.

## Distribución geográfica
Se encuentra desde el África Oriental hasta las Islas Sociedad, las Islas Amami (Japón), las Islas Marshall, las Hawái y el sur de la Gran Barrera de Coral.